# لوني د. بنتلي
لوني د. بنتلي (بالإنجليزية: Lonnie D. Bentley)‏ هو مهندس وعالم حاسوب أمريكي، ولد في 1957.